# Masao Tsuji
Masao Tsuji (japanisch 辻 正男 Tsuji Masao; * 29. März 1987 in Fujisawa) ist ein japanischer Fußballspieler.

## Karriere
Tsuji erlernte das Fußballspielen in der Schulmannschaft der Hosei University Daini High School und der Universitätsmannschaft der Hōsei-Universität. Seinen ersten Vertrag unterschrieb er 2009 bei YSCC Yokohama. 2013 wechselte er zum Zweitligisten Gainare Tottori. Für den Verein absolvierte er neun Ligaspiele. 2014 wechselte er zum Drittligisten Zweigen Kanazawa. 2014 wurde er mit dem Verein Meister der J3 League und stieg in die J2 League auf. Für den Verein absolvierte er 25 Ligaspiele. 2016 wechselte er zum Drittligisten YSCC Yokohama. Für Yokohama absolvierte er 50 Ligaspiele. 2019 wechselte er zum Ligakonkurrenten Thespakusatsu Gunma. Für den Verein absolvierte er sechs Ligaspiele.